# Øland (Thisted Amt)
 For alternative betydninger, se Øland (flertydig). (Se også artikler, som begynder med Øland)
Øland var en hovedgård i Thy 5 km vest for Vilsund (i Harring Sogn, Hassing Herred, Thisted Amt).
Den trefløjede hovedbygning og ladegård af bindingsværk blev formentlig opført 1777-1780.
Ladebygningen blev genopført i 1851 efter en brand. I 1867 blev hovedbygningen gennemgribende ombygget, og blev endeligt nedrevet i august 2015.
Tæt ved findes endnu et lille middelalderligt voldsted.

## Ejere af Øland
- 1348	Poul Glob
- 1365	Krongods
- 1580	Christen Prip, ved mageskifte med Kronen.
- 1622	Claus Kaas, svigersøn til Prip, som arv.
- 1627	Iver Prip, svoger til Kaas, mageskifte med gården Strandet.
- 1630	Karen Sehested, ved køb.
- 1641	Jørgen Seefeld (1606-1666), gift med Karen Sehested.
- 1666 Laurids Seefeld (død 1688), ved arv.
- 1688 Laurids Seefelds kreditorer, ved udlæg.
- 1689	Christian Herman Helverskov til Irup, ved køb.
- 1732	Frederik Thestrup, (død 1758), købt for 5.900 rigsdaler og 40 dukater.
- 1758	Mads Schmidt, (død 1760), købt for 11.131 rigsdaler.
- 1766	Niels Aars (død 1774), svigersøn til Mads Schmidt og hans enke Anne Sofie Schousboe, købt for 20.800 rigsdaler.
- 1777	Peder Lauridsen Lillelund, (død 1789) ved giftermål med Niels Aars enke.
- 1789	Christian Lassen Winther (fra Thisted), købt på auktion for 27.050 rigsdaler.
- 1795	Hans Peter Ingerslev (1762-1830), rådmand i Aarhus, købt for 34.860 rigsdaler. Udstykkede godset.
- 1797	Anders Sørensen ejer af Todbøl, købte hovedparcellen for 16.100 rigsdaler.
- 1800	Anders Stigaard, svigerfar til Anders Sørensen, mageskifte med gården Irup.[1]
- 1802	Mette Elisabeth Vadum
- 1818	Anders Sørensen
- 1824	Christiane Øland
- 1831	C.C. Godskesen
- 1841	Martin Nicolai Schibbye
- 1855	C.P.A. Steen
- 1863	Kristen Mortensen Nyby
- 1909	Kristian Vilhelm Kristoffer Fibiger
- 1948	Sten Fibiger
- 1955	R. Christensen
- 1959	J.M. Brüel
- 1989 Christen Pedersen
- 2005	Mikael Bangsgaard[2]